# Mare Nostrum (film 1926)
Mare Nostrum è un film muto in bianco e nero del 1926 prodotto e diretto da Rex Ingram.
Il film, basato sull'omonimo romanzo di Vicente Blasco Ibáñez, è ambientato durante la prima guerra mondiale e segue le vicende di un marinaio mercantile spagnolo che viene coinvolto in una storia di spionaggio. Considerato a lungo un film perduto, nel 2018 venne riscoperto, restaurato e presentato al San Francisco Silent Film Festival.

## Trama
Ulysses Ferragut è un ragazzo spagnolo la cui famiglia vanta una lunga e illustre tradizione marittima. Ulysses è intrattenuto dai racconti dello zio, soprannominato il "Tritone", e rimane particolarmente affascinato quando afferma di aver visto una volta la dea marina Anfitrite. Nonostante suo padre Don Esteban spera che diventi un avvocato come lui, Ulysses diventa invece un marinaio.
Diventato adulto, Ulysses usa i risparmi di una vita per acquistare la Mare Nostrum, una nave mercantile moderna e veloce che gli frutta ottimi guadagni. Tuttavia, alla fine cede alle richieste di sua moglie, Dona Cinta, per il bene del figlio Esteban, e accetta di vendere la nave. Con lo scoppio della prima guerra mondiale, però, gli enormi profitti derivanti dall'improvvisa domanda di spedizioni mettono fine a questo proposito.
Durante una tappa in Italia, Ulysses visita le rovine di Pompei dove incontra Freya Talberg e il dottor Fedelmann. Ulysses s'innamora di Freya (che assomiglia esattamente al dipinto di Anfitrite di suo zio). Anche se in seguito Freya lo informa che lei e Fedelmann sono spia austriache, la Spagna è neutrale e il suo ardore non è diminuito. Ulysses acconsente a trasportare il conte Kaledine a un appuntamento segreto nel Mediterraneo. L'U-Boot U-35 emerge, prende il carburante dalla nave di Ulysses e parte con Kaledine.
Nel frattempo, il giovane Esteban esce di casa senza permesso per ritrovare suo padre. Dopo una settimana di attesa nel suo alloggio, Esteban torna a Barcellona a bordo della Californian, una nave passeggeri britannica. Purtroppo Esteban viene ucciso quando la nave viene affondato dall'U-35. Ulysses viene a sapere della morte di suo figlio da un sopravvissuto, e si rende conto con dolore del suo ruolo, seppur indiretto, nella tragedia, e giura di vendicarlo.
Dopo aver sentito della morte, Freya invia a Ulysses una lettera in cui denuncia la barbarie dell'atto, che viene intercettata dal dottor Fedelmann. Questo, insieme all'ammissione di Freya di essersi innamorata di Ulysses, convince Fedelmann di non potersi più fidare della sua subordinata, perciò manda Freya a Marsiglia con l'intenzione di tradirla consegnandola ai francesi. Freya ha dei sospetti e prega Ulysses di portarla in salvo a bordo della sua nave. Ulysses è lacerato dal dubbio, ma la visione di suo figlio che scuote la testa lo induce a rifiutare. Freya viene successivamente catturata, condannata a morte e fucilata da un plotone di esecuzione all'alba.
Mentre sta lasciando l'appartamento di Freya, Ulysses incontra il conte Kaledine. Dopo una breve lotta, il primo insegue Kaledine per le strade radunando una folla. Kaledine viene catturato e preso in custodia. Ulysses quindi impiega la Mare Nostrum al servizio degli Alleati, armandola con un cannone, sostituendo il suo equipaggio con marinai militari francesi e trasportando munizioni a Salonicco. Solamente Caragol, amico di famiglia di lunga data e cuoco marittimo, si rifiuta di lasciare la nave. Durante il viaggio, vengono intercettati dall'U-35. La Mare Nostrum viene silurata e sconfitta, ma Ulysses riesce a equipaggiare il cannone sul ponte oramai abbandonato e ad affondare l'U-35. Mentre Ulysses scende nelle profondità dell'oceano, Anfitrite emerge per abbracciarlo e baciarlo.